# Carlo Filangieri
Carlo Filangieri, príncipe de Satriano, duque de Cardinale e de Taormina, barão de Davoli e de Sansoste (Cava de' Tirreni, 10 de maio de 1784 – San Giorgio a Cremano, 9 de outubro de 1867), foi um militar e estadista do reino das Duas Sicílias.
Filho de Gaetano Filangieri, lutou na batalha de Austerlitz e na Guerra Peninsular como oficial do exército napoleônico. Transferido para o reino de Nápoles por matar em duelo um general franco-italiano, serviu como ajudante de ordens do rei Joaquim Murat, que o nomeou general em 1813.
Após a restauração bourbônica no reino das Duas Sicílias, ocupou vários postos e comandou com sucesso a campanha pela reconquista da Sicília (1848-1849), permanecendo na ilha até 1855.
No período imediatamente anterior à Expedição dos Mil, foi presidente do Conselho de Ministros e ministro da Guerra (8 de junho de 1859 a 16 de março de 1860) em Nápoles. Nessa posição, ele lutou em vão por uma aliança com o Piemonte e a França.
Após a unificação, colaborou com o governo do reino da Itália.